# Tabanus pallipennis
Tabanus pallipennis är en tvåvingeart som beskrevs av Macquart 1846. Tabanus pallipennis ingår i släktet Tabanus och familjen bromsar. Inga underarter finns listade i Catalogue of Life.